# Phytocoris minutulus
Phytocoris minutulus är en insektsart som beskrevs av Reuter 1909. Phytocoris minutulus ingår i släktet Phytocoris och familjen ängsskinnbaggar. Inga underarter finns listade i Catalogue of Life.